# Enchant (album)
Enchant è il secondo album di Emilie Autumn. Lanciato originariamente dalla Traitor Records, l'etichetta indipendente dell'artista, il 26 febbraio 2003 è poi stato ricommercializzato successivamente, il 17 agosto 2007, dalla Trisol Music Group. La prima release dell'album è stata preceduta dalla pubblicazione dell'EP Chambermaid, contenente solo l'omonima traccia.
Lo stile della Autumn inizia a delinearsi in questo lavoro: si tratta di una sorta di fusion tra musica classica, cabaret con influenze celtiche e il più tradizionale rock and roll.

## Tracce
1. Across The Sky
2. How Strange
3. Chambermaid
4. Rapunzel
5. Ever
6. Second Hand Faith
7. Juliet
8. Remember
9. Rose Red
10. Castle Down
11. Heard It All
12. If You Feel Better
13. Save You
14. What If